# پورنبا (استان لهستان بزرگ‌تر)
پورنبا (به لهستانی:  Poręba) یک روستا در لهستان است که در گمینا یاراچوو واقع شده‌است.